# Broeksche Beek
De Broeksche Beek (ook wel: Broekse Beek) is een beekje in Noord-Brabant in de baronie Breda. Hij begint ten westen van Kalishoek en hij eindigt in de Groote Heikantsche Beek.

## Loop
Hij begint onopvallend in de weilanden ten westen van Kalishoek. De Broeksche Beek ontstaat doordat kwel naar boven komt. Hij stroomt verder en doorkruist hier het natuurgebied genaamd "Het Broek". Verder stroomafwaarts loopt het laarzenpad van Natuurmonumenten een tijdje parallel aan het riviertje. Uiteindelijk stroomt hij samen met de Valkenbergse Lei en mondt kort daarna uit in de Groote Heikantsche Beek